# Бешенковская, Ольга Юрьевна
Ольга Юрьевна Бешенковская (17 июля 1947, Ленинград — 5 сентября 2006 или 4 сентября 2006, Штутгарт) — русская поэтесса, прозаик, эссеистка.

## Биография
В 1967 г. окончила экстерном факультет журналистики ЛГУ. Служила в заводской многотиражке, с 1980 г., лишенная КГБ возможности заниматься журналистикой, работала кочегаром, слесарем. Занималась в поэтическом кружке у Давида Дара. Первая публикация — в сборнике стихотворений юных поэтов «Час поэзии» (М., 1965). Была литературным секретарем Л. Я. Гинзбург, оставила воспоминания о ней.
Печаталась в неподцензурных ленинградских журналах — «Часы», «Северная почта», «Обводный канал» и др. Входила в творческое объединение «Клуб-81» (1981—1988). В 1988 г. вместе с Ларисой Махоткиной и Алексеем Давыденковым основала машинописный альманах "Т.О.П.К.А." (Творческое Объединение Пресловутых Котельных Авторов), вела литературную студию для юношества.
С 1992 г. жила в Германии. В 1998 г. стала инициатором и редактором литературного журнала «Родная речь». Выступала по радио «Свобода» и Би-Би-Си. Писала стихи и эссе на русском и немецком языках. Была заместительницей главного редактора литературно-художественного журнала русских писателей Германии "РОДНАЯ РЕЧЬ".
Была членом Союза писателей Петербурга, членом клуба русских писателей Нью-Йорка, Союза немецких писателей и др.
Умерла от рака легких.

В её стихотворениях звучат мотивы отчаяния и одиночества обиженных судьбой, но и уверенность того, кто был близок к смерти, в них выражена готовность поэта своим словом служить ближнему и искать связи между реальностью и грёзами, «высшей правды души». (В. Казак)

## Творчество
Автор поэтических книг:
- Переменчивый снег (1987, вошли стихи 1970-х годов)
- Общая тетрадь (1992, вышла под именем подруги автора С.Бурченковой)
- Песни пьяного ангела (1999)
- Надпись на рукописи (2000)

Бешенковской принадлежит автобиографическая повесть «Viewasen 22. История с географией, или Дневник сердитого эмигранта» (1998), вызвавшая острую реакцию как в среде русской эмиграции, так и в России.

## Личная жизнь
Муж — поэт Алексей Кузнецов

## Издания на немецком языке
- Zwei Sprachen, Zwei Farben (1997, книга стихов)

## Справочная литература
- Лексикон русской литературы XX века = Lexikon der russischen Literatur ab 1917 / В. Казак ; [пер. с нем.]. — М. : РИК «Культура», 1996. — XVIII, 491, [1] с. — 5000 экз. — ISBN 5-8334-0019-8.
- Самиздат Ленинграда 1950-е — 1980-е. Литературная энциклопедия. — М.: Новое литературное обозрение, 2003. — С. 101—102.